# Lancia Thema
Lancia Thema je automobil talijanskog marke Lancia i proizvodio se od 1984. – 1999. godine.

## Motori
- 2.0 L 8V, 83 kW (113 KS)
- 2.0 L 8V, 86 kW (117 KS)
- 2.0 L 8V, 88 kW (120 KS)
- 2.0 L 16V, 107 kW (146 KS)
- 2.0 L 16V, 114 kW (155 KS)
- 2.0 L 8V turbo, 110 kW (150 KS)
- 2.0 L 8V turbo, 122 kW (166 KS)
- 2.8 L 12V V6, 108 kW (147 KS)
- 2.8 L 12V V6, 110 kW (150 KS)
- 3.0 L 12V V6, 128 kW (174 KS)
- 3.0 L 32V V8, 151 kW (205 KS)
- 3.0 L 32V V8, 158 kW (215 KS)
- 2.5 L 8V turbo dizel, 74 kW (101 KS)
- 2.5 L 8V turbo dizel, 85 kW (116 KS)